# Montefredane
Montefredane est une commune italienne de la province d'Avellino, dans la région Campanie.

## Géographie
Les communes limitrophes de Montefredane sont Avellino, Grottolella, Manocalzati, Prata di Principato Ultra et Pratola Serra.
Les frazione de la commune sont Alimata (Frazione Gaita), Arcella et Boscomagliano.

## Histoire
L'occupation du territoire par les Samnites précéda l'arrivée des Romains qui s'installèrent près de l'actuelle frazione d'Arcella.
Le 23 novembre 1980, la ville est endommagée par le tremblement de terre en Irpinia (qui ne fit cependant pas de victimes directes).

## Administration
| Période                                  | Période | Identité           | Étiquette     | Qualité |
| ---------------------------------------- | ------- | ------------------ | ------------- | ------- |
| 16 mai 2011                              | 206     | Valentino Tropeano | Liste civique |         |
| Les données manquantes sont à compléter. |         |                    |               |         |

## Économie
Une partie de l'économie de la commune repose sur les cultures maraîchères et la viticulture car le territoire de Montefredane est sur la zone géographique de l'appellation Fiano di Avellino. Par ailleurs, l'industrie automobile – à Avellino et à la limite de la zone d'Arcella – avec des usines FIAT et Magneti Marelli, est également pourvoyeuse d'activité économique pour la commune.